# Юрушев, Леонид Леонидович
Юрушев Леонид Леонидович — украинский предприниматель, миллиардер, владелец ПАО «Днепровагонремстрой», «Коростенский завод МДФ», «InterContinental Kiev», «Fairmont Grand Hotel Kyiv», «БФ Логистика», «БФ Сервис», «БФ Склад», «БФ Завод», «БФ Энерго», «БФ Экспо», «БФ Проект», «БФ Терминал», девелоперской компании «Ярославов Вал». Бывший совладелец банка «Банк Форум», бизнес-центра «Леонардо».

## Биография
Юрушев родился 16 февраля 1946 года в Донецке в семье этнических греков.
После окончания школы учился в институте. Служил в армии.
Трудовую деятельность начал в четырнадцатилетнем возрасте, работая на Донецкой мебельной фабрике.
После прохождения службы в армии, работал на строительстве промышленных предприятий в Средней Азии и на Кавказе.
После принятия  в 1988 году закона «О кооперации в СССР», стал основателем целого ряда первых в УССР кооперативов в сфере производства товаров народного потребления.
В начале 1990-х гг. стал одним из первых крупных предпринимателей Донбасса.
С 1996 года является гражданином Греции.
С 1993 по 2005 год проживал в Вене (Австрия) и занимался инвестиционным бизнесом в Европе.
С 2005 года вместе с семьей постоянно проживает и ведет предпринимательскую деятельность в  Украине.

### Бизнес
В сферу бизнес-интересов Юрушева входят коммерческая недвижимость, деревообработка, машиностроение, строительство и производство строительных конструкций .
После продажи в 2007 году банка «Форум» немецкому «Commerzbank», Юрушев инвестировал вырученные средства в строительство отелей InterContinental и Fairmont, а также в создание Коростенского Завода МДФ и логистического центра в пос. Мартусовка Бориспольского района Киевской области.
С 2006 года, по версиям различных украинских бизнес-изданий, Леонид Юрушев начинает фигурировать в рейтингах самых богатых людей Украины.
1 ноября 2018 года были введены российские санкции против 322 украинских деятелей, включая Леонида Юрушева.

### Политическая деятельность
В КПСС и ВЛКСМ не состоял .
По мнению ряда экспертов и журналистов, является одним из наименее публичных, но в то же время, наиболее влиятельных украинских бизнесменов. Леонид Юрушев является убежденным сторонником европейского выбора и либерально-демократической программы развития Украины.

### Семья
- Жена — Наталия Юрушева[1], дочери — Анастасия Жолинская и Елизавета Юрушева.

Елизавета Юрушева замужем за Александром Скичко — бывшим телеведущем канала Украина, нардепом Верховной Рады IX созыва от Слуги Народа,  Председателем Черкасской областной государственной администрации.
- Внуки — Александр Жолинский (2007), Даниэль Юрушев (2007), Наталья Скичко (2015), Анна Скичко (2022).

## Основные активы
По информации, подтвержденной самим Леонидом Юрушевым, бизнесмен владеет: ПАО «Днепровагонремстрой», «Коростенский завод МДФ», «InterContinental Kiev», «Fairmont Grand Hotel Kyiv», «БФ Логистика», «БФ Сервис», «БФ Склад», «БФ Завод», «БФ Энерго», «БФ Экспо», «БФ Проект», «БФ Терминал», девелоперская компания «Ярославов Вал», «Украинская Холдинговая Лесопильная Компания».
Свои бизнес-активы Л.Юрушев разделил между двумя дочерями Анастасией и Елизаветой, которые и осуществляют управление предприятиями.

## Оценка состояния
2007 г. – 13 место в списке 100 самых богатых людей Украины с состоянием 940 млн. дол., по версии журнала «Фокус» ;
2008 г. – 15 место в списке 130 самых богатых людей Украины с состоянием 1,270 млрд. дол., по версии журнала «Фокус» ;
2009 г. – 10 место в списке 150 самых богатых людей Украины с состоянием 663,2 млн. дол., по версии журнала «Фокус» ; 
2010 г. – 10 место в рейтинге 200 самых богатых людей Украины с состоянием 810 млн. дол., по версии журнала «Фокус» ;
2011 г. – 22 место в рейтинге 200 самых богатых людей Украины с состоянием 979  млн. дол., по версии журнала «Фокус» ;
2012 г. - 18 место в рейтинге 200 самых богатых людей Украины с состоянием 1,013 млрд. дол., по версии журнала «Фокус» ; 
2013 г. – 17 место в рейтинге 200 самых богатых людей Украины с состоянием 1,027 млрд. дол., по версии журнала «Фокус» ;
2014 г. – 10 место в рейтинге 100 самых богатых людей Украины с состоянием 1,227 млрд. дол., по версии журнала «Фокус» ;
2015 г. – 7 место в рейтинге 100 самых богатых людей Украины с состоянием 900 млн. дол., по версии журнала «Фокус» ; 
2016 г. – 12 место в рейтинге 100 самых богатых людей Украины с состоянием 631 млн. дол., по версии журнала «Фокус» .